# Sfântul Marin
Sfântul Marin (n. 275 d.Hr., Comuna Lopar, Primorje-Gorski Kotar, Croația – d. 3 septembrie 366 d.Hr., Monte Titano, Borgo Maggiore, San Marino) a fost un eremit din Dalmația, refugiat în Italia în timpul persecuției creștinilor sub Dioclețian. 
Episcopul Gaudențiu de Rimini⁠(en)[traduceți] l-a hirotonit diacon. Sfântul Marin este considerat fondatorul și sfântul patron al Republicii San Marino.
Bazilica Sfântul Marin din San Marino îi este dedicată.